# David Lipszyc
 David Lipszyc (Buenos Aires, 19 de junio de 1935 - Buenos Aires, 22 de noviembre de 2022) fue un director y docente de cine argentino.

## Carrera profesional
Estudió realización cinematográfica con Oscar Garaycochea, actuación con Raúl Serrano y dirección teatral con Jorge Petraglia, Saulo Benavente, Patricio Esteve.
Fue uno de los fundadores y dirigió la Escuela Panamericana de Arte y antes de encarar el largometraje realizó el cortometraje El corazón delator sobre el cuento de Edgar Allan Poe. Fue docente del Instituto Di Tella hasta 1978.

## Filmografía
Director
- El corazón delator (cortometraje) (1978)
- Volver (1982)
- La Rosales (1984)
- El astillero (1999)
- Adopción (2009)

Intérprete
- H. G. O.  (1998) …Él mismo

Productor
- Volver (1982)

Guionista
- La Rosales (1984)
- El astillero (1999)
- Adopción (2009)

## Televisión
Director
- Ensayo ( Serie)  (2003)

## Premios
La  Asociación de Cronistas Cinematográficos de la Argentina le otorgó en 2001 junto a Ricardo Piglia el premio Cóndor de Plata por mejor guion adoptado por el filme El astillero en concurrencia con Marcelo Piñeyro y Marcelo Figueras por el filme Plata quemada. 
En el Festival Internacional de Cine de Chicago de 1983 fue seleccionado para competir por el Premio Hugo de Oro a la mejor película por Volver. Por el mismo filme recibió la Distinción del Jurado en el Festival de Cine de San Sebastián de 1982 en la sección Nuevos Realizadores y en el Festival de Cine de La Habana, el Premio Caracol de la Unión de Escritores y Artistas de Cuba “por la temática, la gran fuerza dramática y por su notable factura, profundizando en una temática que plantea problemas de identidad”. En este mismo Festival Graciela Dufau fue galardonada con el premio a la mejor actuación femenina por esta película.